# ردیاب (مجموعه تلویزیونی)
ردیاب (انگلیسی: Tracer; کره‌ای: 트레이서; لاتین‌نویسی اصلاح‌شده: Teureiseo) یک مجموعهٔ تلویزیونی کره جنوبی است و ایم شی‌وان، گو آه-سونگ، سون هیون-جو و پارک یونگ-وو در آن به ایفای نقش می‌پردازند. این مجموعه از ۷ ژانویه ۲۰۲۲ پخش شد.

## خلاصهٔ داستان
این مجموعه حول محور افرادی می‌چرخد که در سرویس مالیات ملی کار می‌کنند.

## بازیگران

### بازیگران اصلی
- ایم شی‌وان در نقش هوانگ دونگ-جو[۵]
  - پارک مین-سو در نقش جوانی هوانگ دونگ-جو[۶]
- گو آه-سونگ در نقش سو هه-یونگ[۵]
- سون هیون-جو در نقش ایم ته-جون[۵]
- پارک یونگ-وو در نقش اوه یونگ[۴]

### بازیگران مکمل
- کیم دو-هیون[۷]
- کیم گوک-هی در نقش نو سون-جو[۸]
- یون دونگ-هون[۹]
- جانگ سونگ-یون[۱۰]
- مون سو-این در نقش کیم هان-بین[۱۱]
- لی جونگ-شیک در نقش کیم یونگ-ته[۱۲]